# Веселовка (Глибоківський район)
Весело́вка (каз. Веселовка) — село у складі Глибоківського району Східноказахстанської області Казахстану. Адміністративний центр Веселовського сільського округу.
Населення — 934 особи (2021; 1129 у 2009, 1487 у 1999, 1695 у 1989).
Національний склад станом на 1989 рік:
- росіяни — 67 %